# Altoona
Altoona je město ve Spojených státech amerických. Nachází se v okrese Blair County ve státě Pensylvánie. Ve městě žije přibližně 44 tisíc obyvatel a jeho rozloha činí 25,7 km². Město leží v Allegheny Mountains.
Město bylo založeno roku 1849. Své sídlo zde má Diecéze Altoona-Johnstown. Ve městě sídlí baseballový klub Altoona Curve. Mezi zajímavá místa ve městě patří Horseshoe Curve, Railroaders Memorial Museum, průmyslový závod Altoona Works, Mishler Theatre, Cathedral of the Blessed Sacrament a aréna Jaffa Shrine Center.

## Rodáci
- Paul Winter (* 1939) – americký saxofonista
- H. Beam Piper (1904–1964) – americký spisovatel science fiction
- Michael Behe (* 1952) – americký biochemik
- Charlie Crist (* 1956) – americký politik
- Danah boyd (* 1977) – americká výzkumnice

## Partnerská města
- St. Pölten, Rakousko